# Heinrich Widmayer
Heinrich Widmayer (* 5. April 1891 in Wiener Neustadt; † 17. Mai 1977 in Wien) war ein österreichischer Politiker (SDAP). Widmayer war von 1932 bis 1934 Abgeordneter zum Landtag von Niederösterreich, 1945 Mitglied des Provisorischen Landesausschusses und von 1945 bis 1956 Abgeordneter zum Nationalrat.

## Leben
Nach dem Besuch der Volksschule absolvierte Widmayer eine Lehre als Metalldreher. Er ging in der Folge auf Wanderschaft und arbeitete für die Siemens Schuckert-Werke in Wien-Leopoldau.
Er wurde in Wien auf dem Groß-Jedlersdorfer Friedhof (Gruppe 2L, Reihe 11, Nummer 1) bestattet.

## Politik
Zwischen 1929 und 1934 arbeitete Widmayer als Landessekretär des Österreichischen Land- und Forstarbeiterverbandes für Wien, Niederösterreich und das Burgenland, zudem war er zwischen 1928 und 1930 Bürgermeister von Deutsch-Wagram. Widmayer vertrat die SDAP zwischen dem 21. Mai 1932 und dem 16. Februar 1934 im Landtag und verlor durch das Verbot der SDAP seine politischen Ämter.
Zwischen 1934 und 1944 wurde Widmayer insgesamt siebenmal inhaftiert und in das Anhaltelager Wöllersdorf sowie das KZ Theresienstadt verschleppt.
Nach dem Zweiten Weltkrieg gehörte Widmayer zwischen dem 17. Juli 1945 und dem 12. Dezember 1945 dem Provisorischen Landesausschuss an. Danach war er vom 19. Dezember 1945 bis zum 8. Juni 1956 Abgeordneter zum Nationalrat.